# Александрівка (Республіка Алтай)
Александрівка (рос. Александровка) — село Маймінського району, Республіка Алтай Росії. Входить до складу Бірюлінського сільського поселення.
Населення — 323 особи (2015 рік).